# Rivière du Vieux-Fort (Marie-Galante)
Ne doit pas être confondu avec Rivière du Vieux-Fort (Basse-Terre).
La rivière du Vieux-Fort est un cours d'eau de l'île de Marie-Galante en Guadeloupe, constituant un fleuve côtier se jetant dans la mer des Caraïbes.

## Géographie
De 11,2 km, la rivière du Vieux-Fort est la seconde rivière la plus importante de l'île – après la rivière de Saint-Louis – située au nord sur le territoire de la commune de Saint-Louis. S'écoulant d'est en ouest de l'île de Marie-Galante, elle se jette dans la mer des Caraïbes au sud du lieu-dit de Vieux-Fort, qui fut la première implantation européenne sur l'île, au niveau de l'Anse du Vieux-Fort face à l'îlet du Vieux-Fort.